# Eyhofsiedlung

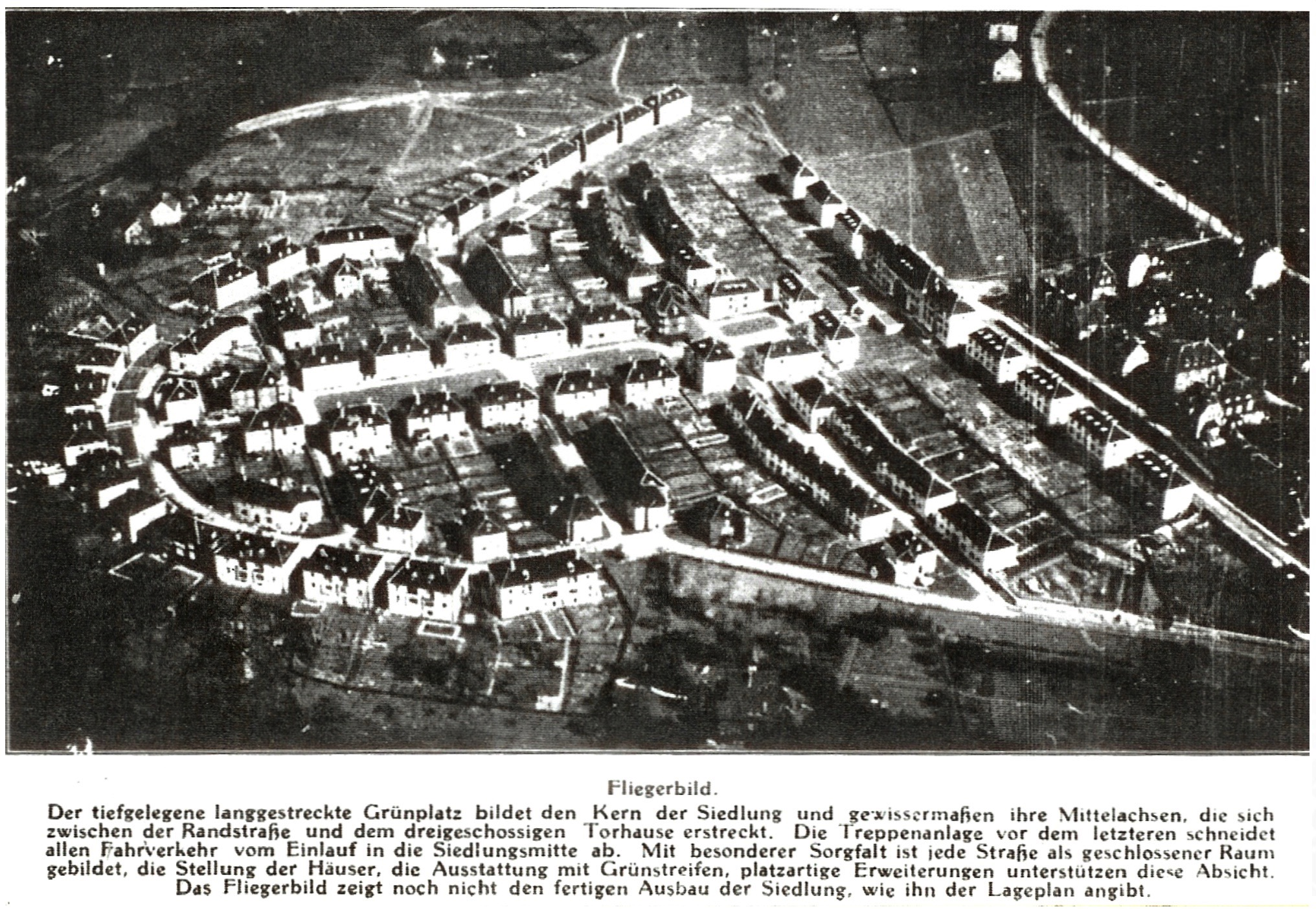
Luftaufnahme, vor 1930

Die Siedlung Essen-Stadtwald, umgangssprachlich Eyhofsiedlung genannt, ist eine Wohnsiedlung der frühen Weimarer Republik im Essener Stadtteil Stadtwald.

## Entwurf
Laut dem Entwurf des Architekten und Städtebauers Josef Rings, der vom Gemeinnützigen Bauverein Essen-Stadtwald zur Planung beauftragt war, sollte die Siedlung 155 Häuser für 231 Familien in Wohnungen mit drei bis sechs Räumen umfassen. Sie war für den durch die Folgen des Ersten Weltkriegs stark belasteten Mittelstand vorgesehen.
Rings entwarf eine symmetrische städtebauliche Figur, die durch die bogenförmig verlaufende Umgehungsstraße Waldsaum zum Stadtwald nach Norden abgeschlossen wird. Die Hauptachse besitzt einen zentralen Grünhof, der von der Frankenstraße durch einen Torbau erschlossen und von drei mit Reihenhäusern bebauten Straßen gequert wird. Der klar geordnete Städtebau orientiert sich an repräsentativen Beispielen, während die Architektur auch aus Kostengründen vergleichsweise schlicht gehalten ist. Die Häuser zeichnen sich durch eine einfache, auf jeglichen Schmuck verzichtende Bauweise aus. Es wurden typisierte Grundrisse und normierte Bauteile verwendet, was aber die Einheitlichkeit des Stadtbilds förderte.
Es kamen vier Gebäudetypen mit einer Vielzahl von Varianten zur Ausführung. Neben den Mehrfamilienhäusern gab es einen Doppelhaustyp, einige Einzelhäuser sowie als Sonderbauwerk das dominante Torhaus.
Josef Rings schrieb in seinem 1922 veröffentlichten Buch „Siedlungsreform“ zur Siedlung Eyhof:

Der einfachste und klarste Baukörper ist zum Ausdruck städtebaulicher Gedanken der geeignetste und der geringste Material- und Funktionsaufwand fordert wiederum klare Gebilde. Die Siedlung in Essen-Stadtwald wird so zum einprägsamen Beispiel eines unter massiven ökonomischen Zwängen errichteten Quartiers mit herausragenden künstlerischen Eigenschaften.

Die gartenstädtisch geprägte Siedlung ist bauhistorisch ein Beispiel für den Übergang des kleinteiligen Heimatstils zum schlichten Stil des Neuen Bauens und trägt Stilelemente beider Epochen. Sie vereint städtebauliche Qualitäten und attraktive Freiräume auf Grundlage eines differenzierten und durchkomponierten Grundrisses. Kubatur, Gebäudestellung, Gebäudeausrichtung und der Zusammenhang der baulichen Anlagen werden als schützenswert angesehen.

## Geschichte
Benannt ist die Eyhofsiedlung vermutlich nach einer früher dort befindlichen Hofstelle mit dem Namen Eyhof, die zuvor im Besitz derer von Schell stand. Aus Karten der Geodäten Honigmann und Vogelsang aus den Jahren 1803 bis 1806 lässt sich der Hof ermitteln.
Die Siedlung wurde 1921 bis 1924 als geschlossene Einheit mit knapp 200 Ein- und Mehrfamilienhäusern vom Gemeinnützigen Bauverein Essen-Stadtwald auf einem etwa 7,5 Hektar großen Gelände nördlich der Frankenstraße zwischen Stadtwald und Rellinghausen errichtet. Dieser Bauverein war einer von etwa 20 solcher Genossenschaften im Bereich  der Stadt Essen.
Nachdem die Siedlung von Schäden im Zweiten Weltkrieg verschont geblieben war, da sie früh von der britischen Militärleitung als Quartier für die eigenen Offiziere genutzt wurde, ergänzte man sie um weitere elf Häuser am Waldsaum. Sie greifen jedoch nur vereinzelt architektonische Merkmale der historischen Bebauung auf. In den 1970er Jahren fanden einige Sanierungsmaßnahmen statt, so wurden die ursprünglich horizontal geteilten Fenster durch sprossenlose ausgetauscht. Der Rechtsvorgänger der Oberhausener GE-WO Osterfelder Wohnungsgenossenschaft eG hat 1928 auf Betreiben der Reichsbahndirektion Essen den in finanzielle Schwierigkeiten geratenen Gemeinnützigen Bauverein Essen-Stadtwald übernommen und ist auf diese Weise in den Besitz der Häuser gekommen.
Ende 2019 kündigte das Wohnungsunternehmen GE-WO an, sieben Mehrfamilienhäuser mit 34 Wohnungen und zehn Garagen in der Angerstraße abzureißen und durch Neubauten zu ersetzen. Kritik an diesen Abrissplänen gab es vom Arbeitskreis Essen 2030 und von Architekturexperten. 2020 gründete sich eine Bürgerinitiative, die sich für den Erhalt der Siedlung in ihrer Gesamtheit einsetzte. Es wurde erreicht, dass der Rat der Stadt Essen im 27. September 2023 eine Erhaltungssatzung beschloss, die im 13. Januar 2024 rechtsverbindlich wurde. Dies kann einen Abriss zwar nicht verhindern, aber erschweren. Zudem erschwert es auch für die anderen Eigentümer Veränderung, wie Barrierefreiheit oder Modernisierung durch Dämmung oder Austausch von Heizungsanlagen, die nun einer besonderen Genehmigungspflicht unterliegen. Daraufhin wurden diese sieben Häuser im selben Jahr an die kommunale Wohnungsbaugesellschaft Allbau verkauft, die eine Sanierung des mittlerweile größtenteils leer stehenden Komplexes ankündigte.